# Barbora Strýcová
Barbora Strýcová, född den 28 mars 1986 i Plzeň, är en tjeckisk tennisspelare.
Hon tog OS-brons i damdubbel i samband med de olympiska tennisturneringarna 2016 i Rio de Janeiro..